# Pseudochalcotheomima compacta
Pseudochalcotheomima compacta är en skalbaggsart som beskrevs av Oliver Erichson Janson 1912. Pseudochalcotheomima compacta ingår i släktet Pseudochalcotheomima och familjen Cetoniidae. Inga underarter finns listade i Catalogue of Life.